# 관부 훼리
관부 훼리(일본어: 関釜フェリー 간푸훼리[*], 영어: Kampu Ferry Co.,Ltd.)은 야마구치현 시모노세키시 히가시야마토마치에 본사를 두는 일본의 해운회사이다. SHK라인 그룹에 속한다. 대한민국 부산광역시와 대한해협을 묶는 국제 정기페리를 매일 운항하고 있다. 부관 훼리와 파트너이다.

## 항로
- 시모노세키항 (야마구치현 시모노세키시) - 부산항 (대한민국 부산광역시)

## 같이 보기
- 성희호
- 하마유호